# Hikaeme I Love You!
Singles de HKT48
Sakura, Minna de Tabeta
(12 mars 2014) 12 Byō
(22 avril 2015)
Hikaeme I love you! (控えめI love you !, trad. : "Je t'aime avec moderation") est le 4e single du groupe féminin japonais HKT48 sorti en septembre 2014.

## Détails du single
L’annonce de cette sortie a été faite le 3 août 2014 au cours d’un handshake event organisé pour le précédent single du groupe Sakura, Minna de Tabeta au centre de convention Marine Messe Fukuoka.
Il sort le 24 septembre 2014 en plusieurs éditions avec des couvertures différentes dont : les éditions Type A, Type B et Type C (avec toutes un CD avec un DVD en supplément) puis une édition spéciale vendu seulement au théatre du groupe. Le membre du groupe ayant une position centrale sur les couvertures et sur la chanson-titre est Haruka Kodama. Le single atteint la 1re place du classement hebdomadaire des ventes de l'Oricon, il se vent durant la première semaine à 277 534.
Le single comprend sur chaque édition la chanson-titre, plusieurs faces-B différentes selon l'édition ainsi que leurs versions instrumentales : les chansons principales Hikaeme I love you! et Ima Kimi wo Omō (dans toutes les éditions), Idol no Ōja (de l'édition A), Natsu no Mae (de l'édition B), Namaiki Lips (de l'édition C), et une chanson intitulée Watashi wa Blueberry Pie (de l'édition théâtre).
Chaque chanson est interprétée par des membres de la Team H, Team K4 (équipe nouvellement fondée en avril 2014) ceux de la Team Kenkyūsei, équipe de "stagiaires", et des groupes spéciaux (shot units) fonctionnant presque comme des sous-groupes comme ici Nakomiku (なこみく) et Blueberry Pie.

## Listes des titres

### Type A
| 1. | Hikaeme I love you! (控えめI love you !) | Team H : Chihiro Anai, Rino Sashihara, Haruka Kodama, Yui Kojina, Tashima Meru, Miku Tanaka, Natsumi Matsuoka, Nako Yabuki, Mao Yamamoto Team KIV : Aika Ota, Sakura Miyawaki, Mio Tomonaga, Kanon Kimoto, Aoi Motomura, Madoka Moriyasu Team Kenkyūsei : Sae Kurihara |  |
| 2. | Ima Kimi wo Omō (今 君を想う)            | |  |
| 3. | Idol no Ōja (アイドルの王者)             | par la Team H |  |
| 4. | Hikaeme I love you! (Instrumental)       | |  |
| 5. | Ima Kimi wo Omō (Instrumental)           | |  |
| 6. | Idol no Ōja (Instrumental)               | |  |

| 1. | Hikaeme I love you! (Music Video)                                                                                      |  |
| 2. | Idol no Ōja (Music Video)                                                                                              |  |
| 3. | HKT48 Kyushu 7 Ken Tour Gotōchi Report (Oita, Miyawaki, Kumamoto) (HKT48 九州7県ツアー ご当地レポ（大分・宮崎・熊本）) |  |

### Type B
| 1. | Hikaeme I love you! (控えめI love you !) | Team H: Chihiro Anai, Rino Sashihara, Haruka Kodama, Yui Kojina, Tashima Meru, Miku Tanaka, Natsumi Matsuoka, Nako Yabuki, Mao Yamamoto Team KIV : Aika Ota, Sakura Miyawaki, Mio Tomonaga, Kanon Kimoto, Aoi Motomura, Madoka Moriyasu Team Kenkyūsei : Sae Kurihara |  |
| 2. | Ima Kimi wo Omō (今 君を想う)            | |  |
| 3. | Natsu no Mae (夏の前)                    | par la Team KIV |  |
| 4. | Hikaeme I love you! (Instrumental)       | |  |
| 5. | Ima Kimi wo Omō (Instrumental)           | |  |
| 6. | Natsu no Mae (Instrumental)              | |  |

| 1. | Hikaeme I love you! (Music Video)                                                                                         |  |
| 2. | Natsu no Mae (Music Video)                                                                                                |  |
| 3. | HKT48 Kyushu 7 Ken Tour Gotōchi Report (Kagoshima, Saga, Nagasaki) (HKT48 九州7県ツアー ご当地レポ（鹿児島・佐賀・長崎）) |  |

### Type C
| 1. | Hikaeme I love you! (控えめI love you !) | Team H : Chihiro Anai, Rino Sashihara, Haruka Kodama, Yui Kojina, Tashima Meru, Miku Tanaka, Natsumi Matsuoka, Nako Yabuki, Mao Yamamoto Team KIV : Aika Ota, Sakura Miyawaki, Mio Tomonaga, Kanon Kimoto, Aoi Motomura, Madoka Moriyasu Team Kenkyūsei : Sae Kurihara |  |
| 2. | Ima Kimi wo Omō (今 君を想う)            | |  |
| 3. | Namaiki Lips (生意気リップス)            | par Nakomiku |  |
| 4. | Hikaeme I love you! (Instrumental)       | |  |
| 5. | Ima Kimi wo Omō (Instrumental)           | |  |
| 6. | Namaiki Lips (Instrumental)              | |  |

| 1. | Hikaeme I love you! (Music Video)                                                                                                 |  |
| 2. | Namaiki Lips (Music Video) |  |
| 3. | HKT48 « Susume! Mentai Gō! Chotto Gōka Kyakusen Kashikiri Senjō Party » (進め！めんたい号！ちょっと豪華客船 貸切り船上パーティー) |  |

### Édition Théâtre
| 1. | Hikaeme I love you! (控えめI love you !)        | Team H : Chihiro Anai, Rino Sashihara, Haruka Kodama, Yui Kojina, Tashima Meru, Miku Tanaka, Natsumi Matsuoka, Nako Yabuki, Mao Yamamoto Team KIV : Aika Ota, Sakura Miyawaki, Mio Tomonaga, Kanon Kimoto, Aoi Motomura, Madoka Moriyasu Team Kenkyūsei : Sae Kurihara |  |
| 2. | Ima Kimi wo Omō (今 君を想う)                   | |  |
| 3. | Watashi wa Blueberry Pie (私はブルーベリーパイ) | par Blueberry Pie |  |
| 4. | Hikaeme I love you! (Instrumental)              | |  |
| 5. | Ima Kimi wo Omō (Instrumental)                  | |  |
| 6. | Watashi wa Blueberry Pie (Instrumental)         | |  |

## Classement à l'Oricon
| Sortie            | Oricon Singles Chart | Position | Premières ventes (exemplaires) | Ventes au total (exemplaires) |
| ----------------- | -------------------- | -------- | ------------------------------ | ----------------------------- |
| 24 septembre 2014 | Daily Chart          | 1        |                                | 311 872                       |
| 24 septembre 2014 | Weekly Chart         | 1        | 277 534                        | 311 872                       |
| 24 septembre 2014 | Monthly Chart        |          |                                | 311 872                       |